# نجم من النوع O

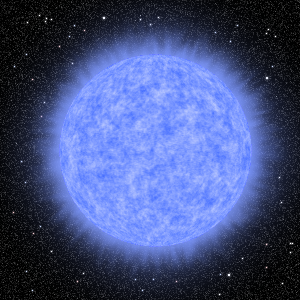

إنّ النجم نوع-أو هو نجم أزرق-أبيض (أبيض مُزرق) حار، طيفه من النوع-أو ضمن نظام تصنيف يركيس الذي أنجزه الفلكيون. تتميز النجوم من هذا النوع بدرجات حرارة تتجاوز 30000 كلفن، وتتمتع بخطوط امتصاص قوية للهيليوم المتأين، وخطوط قوية للعناصر المتأينة الأخرى، بينما تكون خطوط الهيليوم الحيادي والهيدروجين أضعف من أطياف النجوم من النوع بي.
إنّ نجوم هذا النوع نادرة جدًا، لكن نظرًا لشدة سطوعها، يمكن رؤيتها من مسافات بعيدة، وهناك أربعة من أصل تسعين نجمًا برّاقًا مرئية من الأرض من النوع-أو. ونظرًا لكتلتها الكبيرة، تنهي نجوم النوع-أو حياتها بشكل سريع نوعًا ما على شكل انفجارات مستعرة عُظمى عنيفة، ما يُنتج ثقوبًا سوداء أو نجومًا نيوترونية. معظم هذه النجوم عبارة عن نجوم نسق أساسي شابة فائقة، أو عملاقة، أو عملاقة ضخمة، لكن عادة ما تكون النجوم المركزية للسدم الكوكبية، والنجوم القديمة ذات الكتلة المنخفضة التي تقترب من نهاية حياتها ذات أطياف من النوع-أو أيضًا.
توجد عادةً نجوم النوع-أو في مناطق التشكل النشط للنجوم، مثل الأذرع الحلزونية للمجرات الحلزونية، أو في زوج من المجرات الخاضعة للاصطدام أو الاندماج (مثل مجرتي الهوائيات). تضيء هذه النجوم أي مادة محيطية، وهي مسؤولة بشكل كبير عن التلوين المميز لأذرع المجرة. بالإضافة إلى ذلك، عادة ما توجد النجوم نوع-أو في الأنظمة النجمية المتعددة حيث يكون التنبؤ بتطورها أكثر صعوبة بسبب انتقال الكتلة واحتمالية انفجار النجوم المُكونة للنظام على شكل مستعرات عظمى في أوقات مختلفة.

## الخصائص
إنّ نجوم النوع-أو ساخنة ولامعة. تتمتع بدرجات حرارة سطحية مميزة تتراوح بين 30000 و52000 كلفن، وتبعث أشعة فوق بنفسجية شديدة، لذلك تظهر في الطيف المرئي بيضاء مُزرقّة. نظرًا لدرجات حرارتها المرتفعة فإنّ لمعان نجوم النسق الرئيسي نوع-أو يتراوح بين 10000 ضعف من لمعان الشمس ويصل حتى نحو مليون ضعف، أمّا العمالقة منها فتتراوح بين 100000 ضعف من لمعان الشمس وتتجاوز المليون ضعف، أمّا العمالقة الضخمة منها فتتراوح بين 200000 ضعف من لمعان الشمس وتصل حتى عدة ملايين ضعف.
تتضمن النجوم الأخرى التي تمتلك نفس مجال درجات الحرارة النجوم شبه القزمة من النوع-أو (إس دي أو)، والنجوم المركزية للسدم الكوكبية (سي إس بّي إن إي)، والأقزام البيضاء. تتمتع الأقزام البيضاء بمخطط تصنيف طيفي خاص بها، لكن العديد من سي إس بّي إن إي تمتلك أطياف النوع-أو. وحتى هذه النجوم شبه القزمة والنجوم المركزية للسدم الكوكبية الصغيرة منخفضة الكتلة تمتلك لمعانًا يفوق لمعان الشمس بمجال يتراوح من عدة مئات إلى عدة آلاف من الأضعاف. وبشكل عام، تمتلك النجوم شبه القزمة من النوع-أو درجات حرارة أعلى نوعًا ما من النجوم الفائقة نوع-أو، وتصل درجات الحرارة إلى 100000 كلفن.
تُدرج نجوم النوع-أو النجوم ذات الكتل الأكبر ضمن نجوم النسق الأساسي. تمتلك أبرد هذه النجوم كُتلًا أولية تبلغ نحو 16 كتلة شمسية. من غير المعروف كم من الممكن أن يبلغ الحد الأعلى لكتلة نجم من نوع-أو. في مستويات معدنية شمسية، لا يجب أن تتمكن النجوم من تشكيل كتلٍ أعلى من 120-150 كتلة شمسية، لكن هذا الحد أعلى بكثير عند معدنيةٍ أدنى. تشكل النجوم من النوع-أو جزءًا صغيرًا من نجوم النسق الأساسي، وتتجه الغالبية العُظمى منها نحو النهاية الأدنى لمجال الكتلة. إنّ النوعين أو3، و أو2 الأكثر سخونة والأعلى كتلة نادرين جدًا، وقد حُددا فقط في عامي 1971، و2002 على التوالي، وفي المحصلة يوجد عدد قليل معروف فقط. تُعد النجوم العملاقة والعملاقة الضخمة أٌقل كتلة نوعًا ما من نجوم النسق الرئيسي من النوع-أو الأعلى كتلة، وذلك بسبب فقدان الكتلة، لكنها ما تزال من بين أضخم النجوم المعروفة.